# تقسیم آفریقا

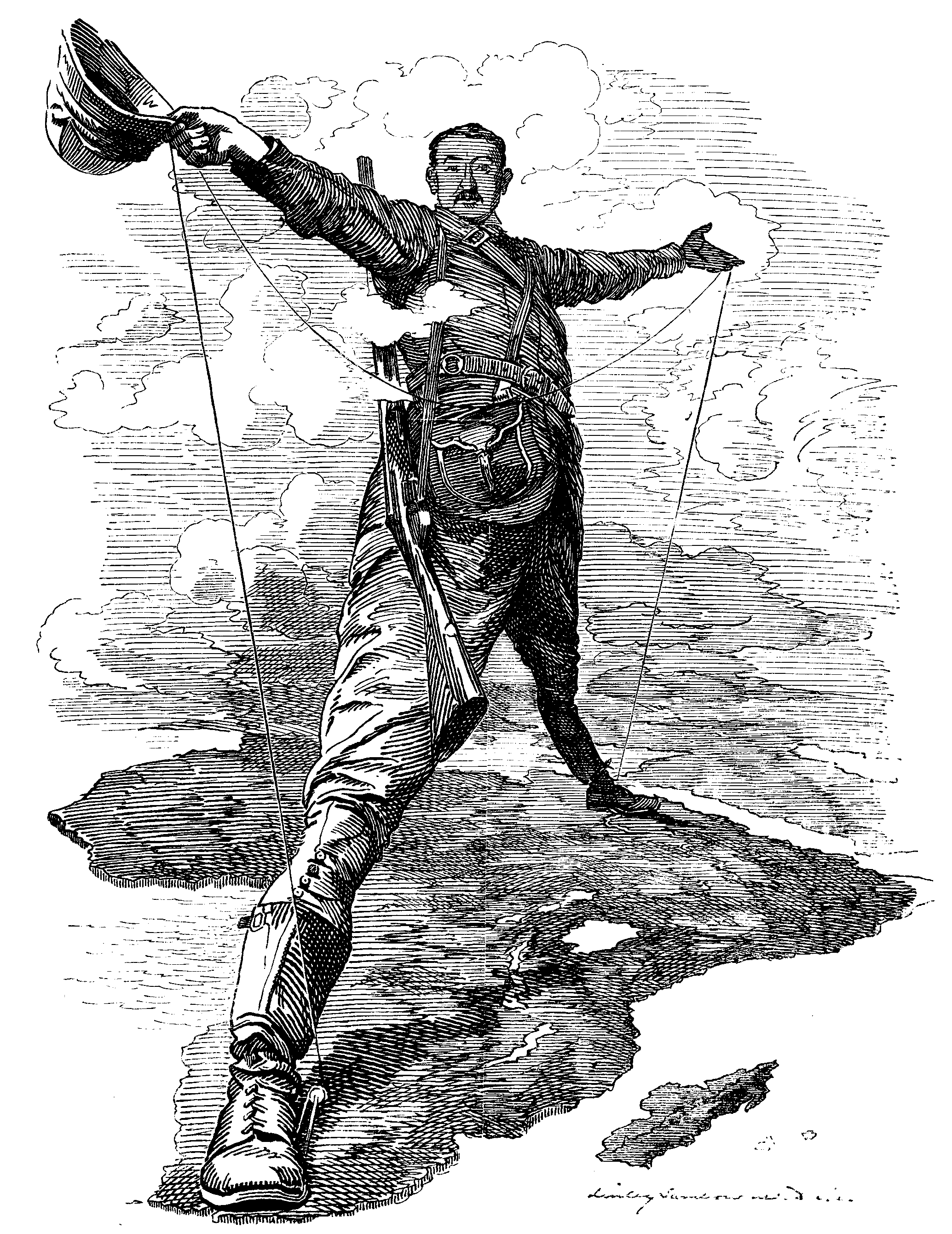
هیولای رودس، کاریکاتوری از سسیل رودس است که پس از اعلام عمومی برای کشیدن خط تلگراف از کیپ‌تاون تا قاهره. توسط ادوارد لاینلی سمبورن در مجلهٔ پانچ کشیده شد.

تقسیم آفریقا (Partition of Africa) یا تقلا برای آفریقا (Scramble for Africa) یا رقابت برای دستیابی به آفریقا (Race for Africa) تمامی این‌ها نام فرایندی است که در میان سال‌های ۱۸۸۱ تا جنگ جهانی اول در ۱۹۱۴ روی داد و عبارت بود از یورش، اشغال، استعمار و الحاق خاک آفریقا توسط قدرت‌های اروپایی در طول دورهٔ امپریالیسم نو. در ۲۵ سال آخر سدهٔ ۱۹ میلادی، میان کشورهای اروپایی بر سر آفریقا تنش بسیار بالا گرفت و این دولت‌ها از ترس آنکه مبادا بر سر آفریقا جنگ گسترده‌ای میان آن‌ها در این منطقه رخ دهد تصمیم به تقسیم این قاره میان خود گرفتند.
برای کم کردن شدت رقابت بر سر آفریقا تلاش‌هایی مانند کنفرانس برلین (۱۸۸۴ میلادی) صورت گرفت که ناموفق بودند. بسیاری از دولت‌ها، سیاستمداران و قانونگذاران آفریقایی مانند غنا، مراکش، اتیوپی، زولو و دراویش در مقابل خشونت اروپایی‌ها ایستادگی کردند ولی اروپاییان پس از انقلاب صنعتی به توان ساخت اسلحه‌های پیشرفته مانند اسلحه‌های خودکار دست یافته بودند و همین کار را برای آفریقایی‌ها بسیار دشوار کرده بود (به جز اتیوپی که در حقیقت در برابر آن‌ها پیروز بود). همچنین در ابتدای کار، مردم و دولت‌های آفریقایی بر خلاف همتای اروپایی خود یک نیروی یکپارچهٔ قاره‌ای را ایجاد نکرده بودند و پس از گذشت چند سال به این نتیجه رسیدند که یک جنبش آفریقایی (Pan-African) را ترتیب دهند.

## پیش‌زمینه

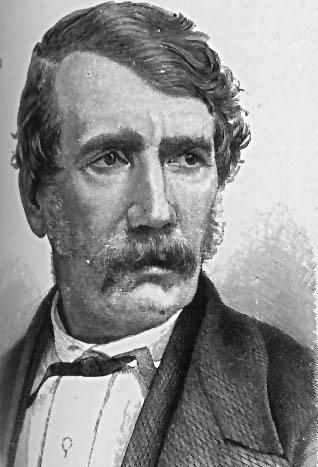
دیوید لیوینگستون نخستین کاوشگر داخل آفریقا.

در دوران پس از قرون وسطی، از آغاز عصر کاوش در سدهٔ ۱۵ میلادی، امپراتوری پرتغال نخستین دولت اروپایی بود که به صورت رسمی و با جدیت به ساخت شهرک، سنگرهای دائمی و بندر در کناره‌های اقیانوس در تمام ساحل‌های قارهٔ آفریقا پرداخت.
کاوش‌های اروپاییان در داخل قارهٔ آفریقا تنها در اواخر سدهٔ ۱۸ بود که با پشتکار و جدیت زیاد دنبال شد. پیش از آن تا سال ۱۸۳۵ کاوشگران تنها ناحیهٔ شمالی این قاره را نقشه‌برداری کرده بودند. شناخته شده‌ترین کاوشگران در میانهٔ سدهٔ ۱۹، دیوید لیوینگستون و هنری مورتون استنلی بود، هر دو از کسانی که بیشتر ناحیهٔ جنوب و مرکز آفریقا را نقشه‌برداری کردند. گروه‌های فرستاده شده از سوی ریچارد فرانسیس برتون، جان اسپک و جیمز گرنت کمک کرد تا دریاچه‌های مرکزی بزرگ و سرچشمهٔ نیل شناسایی شوند. آنان تا پایان سدهٔ ۱۹ توانستند تمام رود نیل، از سرچشمهٔ آن تا شاخه‌های آن در رودخانهٔ نیجر، کنگو و رود زامبزی را نقشه‌برداری کنند و از بیشتر منابع طبیعی این قاره آگاه شدند.
تا دههٔ ۱۸۷۰ نیز اروپاییان تنها بر ۱۰ درصد قارهٔ آفریقا کنترل داشتند و قلمرو آنان به نواحی ساحلی محدود می‌شد. آنگولا و موزامبیک به دست پرتغالی‌ها، مستعمرهٔ کیپ به دست بریتانیا و الجزایر که به دست فرانسوی‌ها افتاده بود، مهم‌ترین بخش‌هایی از آفریقا بودند که به مستعمره تبدیل شده بودند. تا سال ۱۹۱۴ تنها اتیوپی و لیبریا بود که جدا از اروپا مانده بود.
پیشرفت فناوری باعث شده بود تا گسترش مرزها در آن سوی دریاها آسان‌تر گردد. صنعتی‌سازی باعث افزایش سرعت ترابری و برقراری ارتباط شده بود به‌ویژه در دریانوردی با کشتی‌های بخار، راه‌آهن و تلگراف. پیشرفت در دانش پزشکی نیز بسیار در خور توجه بود چرا که به درمان بیماری‌های مناطق استوایی کمک می‌کرد. پیشرفت در درمان کینین و یافتن یک درمان مؤثر برای مالاریا باعث شد تا اروپایی‌ها بتوانند در منطقه‌های گرمسیری نیز پیشروی گسترده‌ای داشته باشند.

## انگیزه‌ها

### آفریقا و بازارهای جهانی

منطقه‌هایی از آفریقا که به دست استعمارگران اروپایی افتاده بود (سال ۱۹۱۳). نام این استعمارگران در زیر آورده شده‌است:
بلژیکی‌ها
بریتانیایی‌ها
فرانسوی‌ها
آلمان‌ها
ایتالیایی‌ها
پرتغالی‌ها
اسپانیایی‌ها
آزاد

آفریقای سیاه یکی از آخرین مناطق جهان بود که از دسترس امپریالیسم نرم (informal imperialism) به دور مانده بود؛ ولی به دلیل‌های نژادی و اقتصادی مورد علاقهٔ فرمانروایان برجستهٔ اروپایی بود. در یک بازهٔ زمانی موازنهٔ تجاری در بریتانیا گرفتار کمبود رو به گسترش شده بود و همچنین به دلیل دورهٔ رکود طولانی (۱۸۹۶–۱۸۷۳) بازارهای اروپا کوچکتر و بسته‌تر شده بود و تنها به تجارت در میان خودشان محدود شده بود. در این میان آفریقا برای بریتانیا، امپراتوری آلمان، فرانسه و چند کشور دیگر، مانند یک بازار باز پرسود بود که حاضر بود هرآنچه که آن‌ها کشته‌اند را برایشان درو کند، به عبارت دیگر بازاری بود که پیش از آنکه چیزی بفروشد، از قدرت‌های استعمارگر خرید می‌کرد.
پس از آن که بریتانیا انقلاب صنعتی را پشت سر گذاشت، پیشرفت کرد و تبدیل به نخستین ملت پس از انقلاب صنعتی شد، خدمات اقتصادی تبدیل به یکی از مهم‌ترین بخش‌های اقتصاد بریتانیا شد. صادرات پنهان این دولت، سرمایه‌گذاری در بیرون از اروپا به‌ویژه در بازارهای باز و در حال توسعهٔ آفریقا و استعمار در خاورمیانه، آسیای جنوبی و آسیای جنوب شرقی باعث شد تا این دولت از بحران‌ها به دور ماند.
در آن سوی دریاها ابزار کار ارزان بود، رقابتی نبود و مواد خام بی استفاده رها شده بود، همهٔ این‌ها ویژگی‌هایی بود که توجه دولت‌ها را به سوی سرمایه‌گذاری در آن سوی دریاها جلب می‌کرد. انگیزهٔ دیگر امپریالیسم برخاسته از نیاز به مواد خامی بود که در اروپا پیدا نمی‌شد. مانند مس، پنبه، کائوچو، روغن نارگیل، کاکائو، الماس، چای و قلع. مصرف‌کنندگان اروپایی روز به روز بیشتر می‌شدند و نیاز صنعت اروپا به این مواد هر روز بیشتر می‌شد. همچنین بریتانیا ساحل‌های شرقی و جنوبی آفریقا را به عنوان توقفگاهی در راه آسیا و هند لازم می‌دانست.